# Reg Park
Pour les articles homonymes, voir Park.
Reg Park (né Roy Park), né le 7 juin 1928 à Leeds, Royaume-Uni, et mort le 22 novembre 2007 à Johannesbourg, en Afrique du Sud, est un culturiste et acteur britannique.

## Biographie
Il remporte à trois reprises, en 1951, 1958 et 1965, le titre de Mr. Univers de la National Amateur Bodybuilders Association (NABBA) (fédération internationale britannique). À 42 ans, en 1970, il termine encore 2e du même concours (Mr Univers professionnel) derrière Arnold Schwarzenegger. 
Il ouvre plusieurs salles de culture physique en Afrique du Sud, où il s'installa en 1958, crée des magazines sur le culturisme et commercialise divers produits liés au développement musculaire. Opposé à l'utilisation de tous les produits dopants, il faisait confiance, pour entretenir son physique, à un entraînement très rigoureux et à une alimentation saine et variée. Selon ses besoins du moment, son poids variait entre 97 et 112 kg pour une taille de 1,85 m. D'abord attiré par les exploits de force, il chercha par la suite à satisfaire un développement harmonieux mais moins extrême. 
De 1961 à 1965 il tourne cinq films en Italie avec des réalisateurs comme Vittorio Cottafavi, Antonio Margheriti et Mario Bava, tous dans le registre, alors très en vogue, du péplum, à la suite de l'Américain Steve Reeves, son vainqueur lors du Mr Univers 1950. Si la carrière au cinéma de Reg Park est brève et marque moins les esprits que celle de Reeves, elle n'en reste pas moins mémorable pour avoir regroupé cinq des titres les plus originaux du genre. Ainsi, par son physique robuste et sa présence rassurante, Reg Park incarne parfaitement une idée populaire du personnage d'Hercule et comble les attentes du public.
Il est l'un des modèles et amis intimes d'Arnold Schwarzenegger que sa carrière de culturiste et d'acteur inspira fortement.

## Filmographie

### Cinéma
- 1961 : Hercule à la conquête de l'Atlantide (Ercole alla conquista di Atlantide) de Vittorio Cottafavi
- 1961 : Hercule contre les vampires (Ercole al centro della terra) de Mario Bava
- 1964 : Maciste dans les mines du roi Salomon (Maciste nelle miniere di re Salomone) de Piero Regnoli
- 1964 : La Terreur des Kirghiz (Ursus, il terrore dei Kirghisi) d’Antonio Margheriti et de Ruggero Deodato
- 1966 : Le Défi des géants (La sfida dei giganti) de Maurizio Lucidi